# Széll Kálmán tér

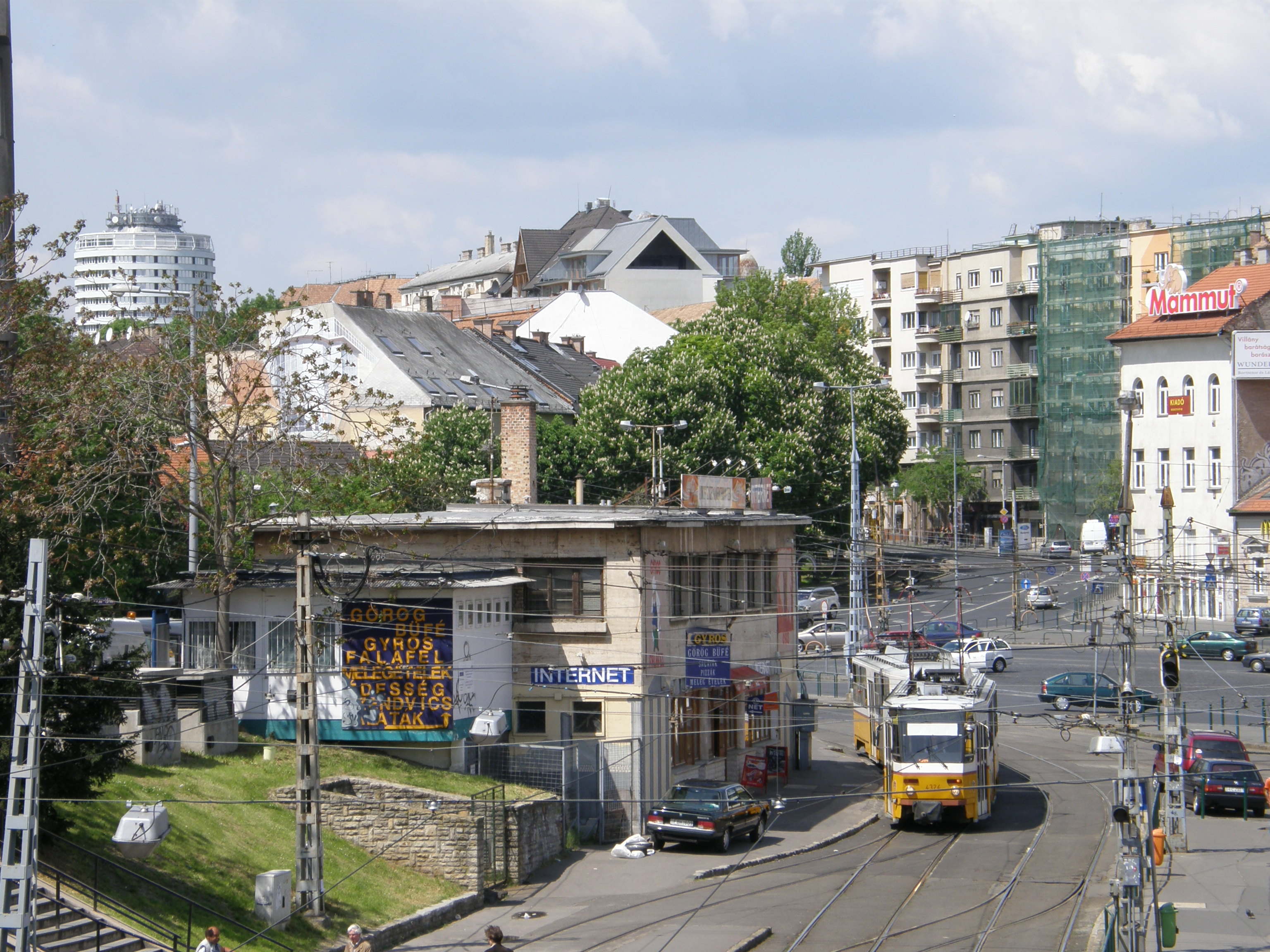

Széll Kálmán tér (pl. Plac Kálmána Szélla) – plac i ważny węzeł komunikacyjny w centrum Budapesztu. Leży na terenie Budy. Pod placem znajduje się stacja czerwonej linii metra - Széll Kálmán tér. Na powierzchni krzyżują się trasy 21 linii autobusowych (w tym 6 nocnych) i 7 tramwajowych. Na środku znajduje się budynek, w którym znajdują się punkty handlowe, poczekalnia oraz zejścia na stację metra. W roku 1956 plac był świadkiem wydarzeń związanych z Powstaniem Węgierskim.
Od 1951 do 9 listopada 2011 plac nazywał się Moszkva tér (pol. Plac Moskiewski). Obecna (i wcześniejsza nazwa sprzed 1951) odnosi się do węgierskiego polityka i ekonomisty z przełomu XIX i XX wieku, zajmującego w latach 1899-1903 stanowisko premiera Węgier.